# Hydrochous gigas
La salangana gigante o rabitojo gigante (Hydrochous gigas) es una especie de ave apodiforme de la familia Apodidae que vive en Indonesia y Malasia. Es la única especie del género Hydrochous.

## Distribución y hábitat
Se extiende por las selvas de montaña del sur de la península malaya, Sumatra, Java y Bali.